# Kylie The Albums - 2000/2010
Kylie The Albums - 2000/2010 es un Box Set de 5 discos que recopila todos los álbumes de Kylie Minogue de la década del 2000, además de contener todos sus álbumes de su era Parlophone.

## Listado de canciones
| Disco 1: Light years |                               |                                                            |                                    |          |  |
| N.º                  | Título                        | Escritor(es)                                               | Productor(es)                      | Duración |  |
| 1.                   | «Spinning Around»             | Paula Abdul, Ira Shickman, Osborne Bingham, Kara DioGuardi | Mike Spencer                       | 3:27     |  |
| 2.                   | «On a Night Like This»        | Steve Torch, Mark Taylor, Brian Rawling, Graham Stack      | Mark Taylor, Graham Stack          | 3:33     |  |
| 3.                   | «So Now Goodbye»              | Kylie Minogue, Steve Anderso                               |                                    | 3:37     |  |
| 4.                   | «Disco Down»                  | Johnny Douglas                                             |                                    | 3:57     |  |
| 5.                   | «Loveboat»                    | Minogue, Guy Chambers, Robbie Williams                     |                                    | 4:10     |  |
| 6.                   | «Koocachoo»                   | Minogue, Douglas                                           |                                    | 4:00     |  |
| 7.                   | «Your Disco Needs You»        | Minogue, Williams, Chambers                                | Steve Power, Guy Chambers          | 3:33     |  |
| 8.                   | «Please Stay»                 | Minogue, Richard Stannard, Julian Gallagher, John Themis   | Richard Stannard, Julian Gallagher | 4:08     |  |
| 9.                   | «Bittersweet Goodbye»         | Minogue, Anderson                                          |                                    | 3:43     |  |
| 10.                  | «Butterfly»                   | Minogue, Anderson                                          | Mark Picchiotti                    | 4:09     |  |
| 11.                  | «Under the Influence of Love» | Paul Politi, Barry Eugene White                            |                                    | 3:32     |  |
| 12.                  | «I'm So High»                 | Minogue, Chambers, Megan Smith                             |                                    | 3:33     |  |
| 13.                  | «Kids» (with Robbie Williams) | Williams, Chambers                                         | Steve Power, Guy Chambers          | 4:20     |  |
| 14.                  | «Light Years»                 | Minogue, Stannard, Gallagher                               |                                    | 4:47     |  |
| 54:26                |                               |                                                            |                                    |          |  |

| Disco 2: Fever |                                |                                                                                 |                                    |          |  |
| N.º            | Título                         | Escritor(es)                                                                    | Productor(es)                      | Duración |  |
| 1.             | «More More More»               | Tommy D, Liz Winstanley                                                         | Tommy D                            | 4:41     |  |
| 2.             | «Love at First Sight»          | Kylie Minogue, Richard Stannard, Julian Gallagher, Martin Harrington, Ash Howes | Richard Stannard, Julian Gallagher | 3:59     |  |
| 3.             | «Can't Get You Out of My Head» | Cathy Dennis, Rob Davis                                                         | Cathy Dennis, Rob Davis            | 3:51     |  |
| 4.             | «Fever»                        | Tom Nichols, Greg Fitzgerald                                                    | Greg Fitzgerald                    | 3:31     |  |
| 5.             | «Give it to Me»                | Minogue, Mark Picchiotti, Steve Anderson                                        | Mark Picchiotti                    | 2:50     |  |
| 6.             | «Fragile»                      | Davis                                                                           | Rob Davis                          | 3:47     |  |
| 7.             | «Come into my World»           | Dennis, Davis                                                                   | Cathy Dennis, Rob Davis            | 4:32     |  |
| 8.             | «In your Eyes»                 | Minogue, Stannard, Gallagher, Howes                                             | Richard Stannard, Julian Gallagher | 3:31     |  |
| 9.             | «Dancefloor»                   | Dennis, Anderson                                                                | Steve Anderson                     | 3:25     |  |
| 10.            | «Love Affair»                  | Minogue, Stannard, Gallagher                                                    | Richard Stannard, Julian Gallagher | 3:50     |  |
| 11.            | «Your Love»                    | Minogue, Pascal Gabriel, Paul Statham                                           | Pascal Gabriel, Paul Statham       | 3:49     |  |
| 12.            | «Burning Up»                   | Tom Nichols, Greg Fitzgerald                                                    | Tom Nichols, Greg Fitzgerald       | 4:00     |  |

| Disco 3: Body Language |                          | |                     |          |  |
| N.º                    | Título                   | Escritor(es) | Productor(es)       | Duración |  |
| 1.                     | «Slow»                   | Kylie Minogue, Dan Carey, Emilíana Torrini                                                                                                   | Sunnyroads          | 3:15     |  |
| 2.                     | «Still Standing»         | Ash Thomas, Alexis Strum | Baby Ash            | 3:40     |  |
| 3.                     | «Secret (Take You Home)» | Curtis T. Bedeau, Gerard Charles, Hugh Clarke, Reza Safinia, Lisa Greene, Paul George, Brian P. George, Lucien J. George, Niomi McLean-Daley | Rez                 | 3:16     |  |
| 4.                     | «Promises»               | Kurtis el Khaleel, David Billing | Kurtis Mantronik    | 3:17     |  |
| 5.                     | «Sweet Music»            | Minogue, Karen Poole, Thomas | Baby Ash            | 4:11     |  |
| 6.                     | «Red Blooded Woman»      | Johnny Douglas, Poole | Douglas             | 4:21     |  |
| 7.                     | «Chocolate»              | Douglas, Poole | Douglas             | 5:00     |  |
| 8.                     | «Obsession»              | Khaleel, Billing, M. Grey | Mantronik           | 3:31     |  |
| 9.                     | «I Feel for You»         | Liz Winstanley, J. Piccioni, S. Anselmetti                                                                                                   | Electric J          | 4:19     |  |
| 10.                    | «Someday»                | Minogue, Torrini, Thomas | Baby Ash            | 4:18     |  |
| 11.                    | «Loving Days»            | Minogue, Richard Stannard, Julian Gallagher, Dave Morgan                                                                                     | Stannard, Gallagher | 4:26     |  |
| 12.                    | «After Dark»             | Cathy Dennis, Chris Braide | Dennis, Braide      | 4:10     |  |

| Disco 4: X |                   |                                                                                                |                           |          |  |
| N.º        | Título            | Escritor(es)                                                                                   | Producer(s)               | Duración |  |
| 1.         | «2 Hearts»        | Jim Eliot, Mirna Stilwell                                                                      | Kish Mauve                | 2:54     |  |
| 2.         | «Like A Drug»     | Mich Hedin Hansen, Anthony Asher, Engelina Andrina Larsen, Adam Powers                         | Cutfather & Jonas Jeberg  | 3:17     |  |
| 3.         | «In My Arms»      | Kylie Minogue, Paul Harris, Julian Peake, Richard Stannard, Adam Wiles                         | Stannard, Calvin Harris   | 3:32     |  |
| 4.         | «Speakerphone»    | Klas Åhlund, Christian Karlsson, Pontus Winnberg, Henrik Jonback                               | Bloodshy & Avant          | 3:54     |  |
| 5.         | «Sensitized*»     | Guy Chambers, Cathy Dennis, Serge Gainsbourg                                                   | Chambers, Dennis          | 3:56     |  |
| 6.         | «Heart Beat Rock» | Minogue, Karen Poole, Wiles                                                                    | Harris                    | 3:24     |  |
| 7.         | «The One**»       | Minogue, John Andersson, Johan Emmoth, Emma Holmgren, Russell Small, Stannard, James Wiltshire | Freemasons, Stannard      | 4:04     |  |
| 8.         | «No More Rain»    | Minogue, Karlsson, Poole, Jonas Quant, Winnberg                                                | Greg Kurstin              | 4:02     |  |
| 9.         | «All I See»       | Edwin "Lil' Eddie" Serrano                                                                     | Jonas Jeberg & Cutfather  | 3:04     |  |
| 10.        | «Stars»           | Minogue, P. Harris, Peake, Stannard                                                            | P.Harris, Peake, Stannard | 3:42     |  |
| 11.        | «Wow»             | Minogue, Kurstin, Poole                                                                        | Kurstin                   | 3:13     |  |
| 12.        | «Nu-di-ty»        | Karlsson, Poole, Winnberg                                                                      | Bloodshy & Avant          | 3:03     |  |
| 13.        | «Cosmic»          | Minogue, Eg White                                                                              | White                     | 3:08     |  |

| Disco 5: Aphrodite |        |              |               |          |  |
| N.º                | Título | Escritor(es) | Productor(es) | Duración |  |
| 43:51              |        |              |               |          |  |